# NEC Nijmegen
Nijmegen Eendracht Combinatie er en hollandsk fodboldklub fra byen Nijmegen. Klubben spiller i Eredivisie.
- Wikimedia Commons har flere filer relateret til NEC Nijmegen

| Fodbold | Spire Denne artikel om en fodboldklub er en spire som bør udbygges. Du er velkommen til at hjælpe Wikipedia ved at udvide den. |